# Thomas Dolby
Thomas Morgan Robertson, mais conhecido como Thomas Dolby (Londres, 14 de outubro de 1958) é um músico, produtor e inventor inglês.

## Vida pessoal
Seu pai, Martin Robertson, foi um renomado professor de Arte Grega e arqueologista da Universidade de Londres e Universidade de Oxford. Enquanto Thomas era jovem, seu pai vivia e trabalhava na Grécia e na França.
Se casou em 1988 com a atriz Kathleen Belleer, e os dois tiveram três filhos.
O apelido "Dolby" veio do nome do Dolby Laboratories, e foi dado por uns amigos de escola, pois ele não se separava dos tocadores de fitas cassetes. Depois da fama, o Dolby Laboratories não gostou do uso do seu nome e tentou impedi lo de usa lo em definitivo.
O caso não chegou aos tribunais, mas acertaram que o palavra Dolby só poderia ser usado associada ao nome Thomas, e nada mais.

## Carreira
Thomas era integrante do Synthpop, um movimento da música pop que incorporava instumentos eletrônicos, o sintetizador. Seu maior sucesso é a música "She Blinded Me With Science", que alcançou o 5º lugar nas paradas de sucessos dos Estados Unidos em 1982. Com o grande sucesso, várias gravadoras queriam mais composições e músicas, para abastecer ao mercado que ele conquistou e estava ávido por outros hits. Porém ele nunca mais conseguiu outra música que alcance tanto sucesso como esta.
Isto não significou o fim de carreira para Thomas, que aproveitou seus conhecimentos musicais para compor trilhas para publicidade de vários produtos, video games e toques para aparelho celular, além de seguir firme com sua carreira, mesmo que contando com poucos fãs. Fez algumas aparições com grandes nomes da música internacional, como em sua aparição na Live Aid, junto com a banda de David Bowie, ou com Stevie Wonder, Herbie Hancock e Howard Jones no Grammy Awards de 1985, ou num show que a banda Depeche Mode fez no estádio Rose Bowl, em Los Angeles, em 1988 e num concerto de caridade produzido por Roger Waters em 1990, em Berlim, onde ele tocou o grande sucesso Another Brick in the Wall, cantado por Cyndi Lauper.
Nos anos 2000 a carreira deu uma parada, com pequenas apresentações e participações especiais junto com outras bandas, e retornou de vez com sua carreira em 2006. Tem realizado alguns shows em casas de capacidade mediana, em torno de 800 pessoas, onde o ponto alto é quando toca o seu grande sucesso. Em geral, são fãs que acompanham a carreira há tempos, e alguns jovens que aproveitam a carona da retomada da moda dos anos 80.
Atualmente ele está trabalhando em estúdio para lançar um novo álbum.

## Discografia

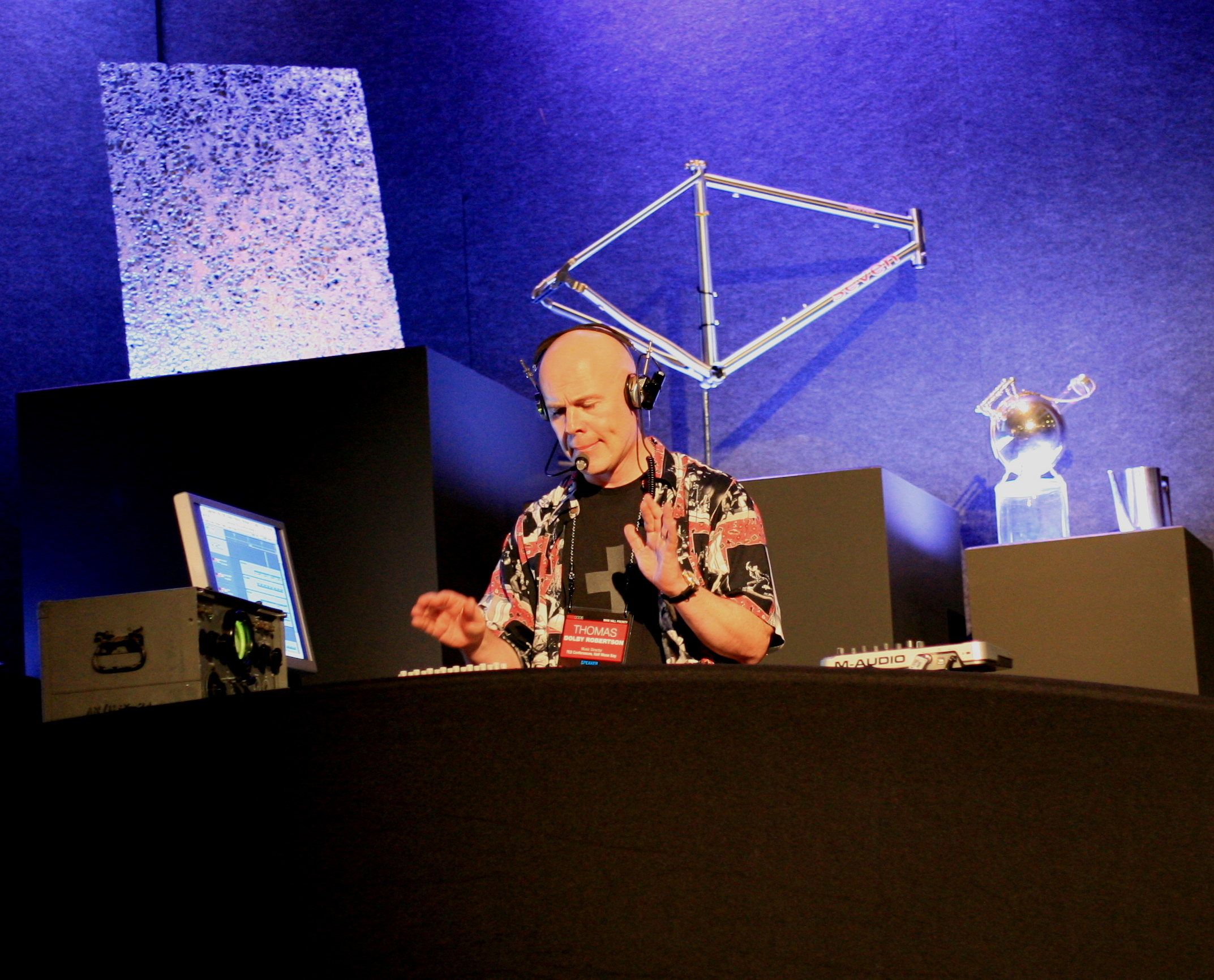
Thomas Dolby durante apresentação em 2006.

### Álbuns
- The Golden Age Of Wireless (1981)
- The Flat Earth (1984)
- Aliens Ate My Buick (1988)
- Astronauts & Heretics (1992)
- A Map Of The Floating City (2011)

#### Álbuns de compilação
- Retrospectacle: The Best of Thomas Dolby (1994)
- 12 x 12 Original Remixes (1999)
- The Singular Thomas Dolby (2009)
- The Invisible Lighthouse (2013)

#### Álbuns ao vivo
- Forty (2001)
- The Sole Inhabitant (2006)
- Live in Tokyo 2012 (2012)

#### EPs
- Blinded by Science (1982)
- Amerikana (2010)
- Oceanea (2011)

#### Como músico de sessão
- Foreigner - 4
- Def Leppard - Pyromania
- Malcolm McLaren - Duck Rock
- Joan Armatrading – Walk Under Ladders
- Thompson Twins – Set
- Belinda Carlisle – Heaven Is a Place on Earth

#### Como produtor
- Prefab Sprout - Steve McQueen, From Langley Park To Memphis e Jordan: The Comeback
- Whodini - Magic’s Wand

### Singles
- Urges (1981)
- Leipzig (1981)
- Europa and the Pirate Twins (1981)
- Airwaves (1982)
- Windpower (1982)
- She Blinded Me with Science (1982)
- One of our Submarines (1982)
- Get Out of My Mix (1983)
- Hyperactive! (1984)
- I Scare Myself (1984)
- Dissidents (1984)
- May the Cube Be with You (1985)
- Howard the Duck (1986)
- Field Work (1986)
- The Devil Is an Englishman (1987)
- Airhead (1988)
- Hot Sauce (1989)
- My Brain Is Like a Sieve (1989)
- Close but No Cigar (1992)
- I Love You Goodbye (1992)
- Silk Pyjamas (1992)
- Hyperactive (re-lançamento) (1994)
- Oceanea (2011)
- Spice Train (2011)